# Droga wojewódzka 534
Die Droga wojewódzka 534 (DW 534) ist eine 83 Kilometer lange Droga wojewódzka (Woiwodschaftsstraße) in der polnischen Woiwodschaft Kujawien-Pommern, die Grudziądz mit Rypin verbindet. Die Strecke liegt in der kreisfreien Stadt Grudziądz, im Powiat Grudziądzki, im Powiat Wąbrzeski, im Powiat Golubsko-Dobrzyński und im Powiat Rypiński.

## Streckenverlauf
Woiwodschaft Kujawien-Pommern, Kreisfreie Stadt Grudziądz
-  Grudziądz (Graudenz) (A 1, DK 16, DK 55, DK 95, DW 207, DW 498, DW 514, DW 547)

Woiwodschaft Kujawien-Pommern, Powiat Grudziądzki
- Marusza
- Pokrzywno (Engelsburg)
-  Okonin (Okonin) (DW 533)
- Nowy Dwór
-  Fijewo (DW 538)
-  Radzyń Chełmiński (Rehden) (DW 543)
- Radzyń-Wybudowanie

Woiwodschaft Kujawien-Pommern, Powiat Wąbrzeski
- Jarantowice (Arnoldsdorf)
- Plebanka
-  Wąbrzeźno (Briesen) (DW 548, DW 551)
- Wałycz
-  Niedźwiedź (Bahrendorf) (DW 548)
- Wielkie Radowiska
- Małe Pułkowo
-  Lipnica (Briesen) (DK 15)

Woiwodschaft Kujawien-Pommern, Powiat Golubsko-Dobrzyński
- Sokoligóra
-  Golub-Dobrzyń (Gollub) (DW 554, DW 569)
- Białkowo (Krähensand)
- Bocheniec
- Radomin

Woiwodschaft Kujawien-Pommern, Powiat Rypiński
- Dobre
-  Ostrowite (DW 556)
- Łączonek
- Cetki (Setten)
- Ławy
-  Rypin (DW 557, DW 560, DW 563)